# Al-Mamún (califa)
Abu ul-Abbás Abdallah ibn Harún al-Rashid (en árabe: أبو العباس عبد الله بن هارون الرشيد, Abū al-ʿAbbās ʿAbd Allāh ibn Hārūn ar-Rashīd; 14 de septiembre de 786 – 9 de agosto de 833), conocido por su nombre real Al-Mamún fue un califa abasí, el séptimo en llevar el título, hijo de Harún al-Rashid, el califa intelectual y poeta que inspiró la famosa obra Las mil y una noches, y quien diera inicio al período conocido como la Edad de Oro del islam. Su madre Marajil fue una concubina esclava de origen persa oriunda de Badghís, actual Afganistán.
Al-Mamún reinó entre los años 813 y 833, Sucedió a su medio hermano al-Amín tras una guerra civil, la Cuarta Fitna, durante la cual la cohesión del califato abasí se vio debilitada a causa de las rebeliones y el ascenso de fuertes líderes locales. Gran parte de su reinado estuvo dedicada a campañas de pacificación. Bien educado y con un considerable interés en las letras y el estudio, al-Mamún promovió el movimiento de traducción greco-árabe, el florecimiento de la educación y las ciencias en Bagdad, y la publicación del libro de al-Juarismi que se conoce ahora como "Álgebra." Se le conoce también por su apoyo a la doctrina del mu'tazilismo y por encarcelar al imán Ahmad bin Hanbal, el aumento de la persecución religiosa (mihna) y por el retorno de la guerra a gran escala contra el Imperio bizantino.

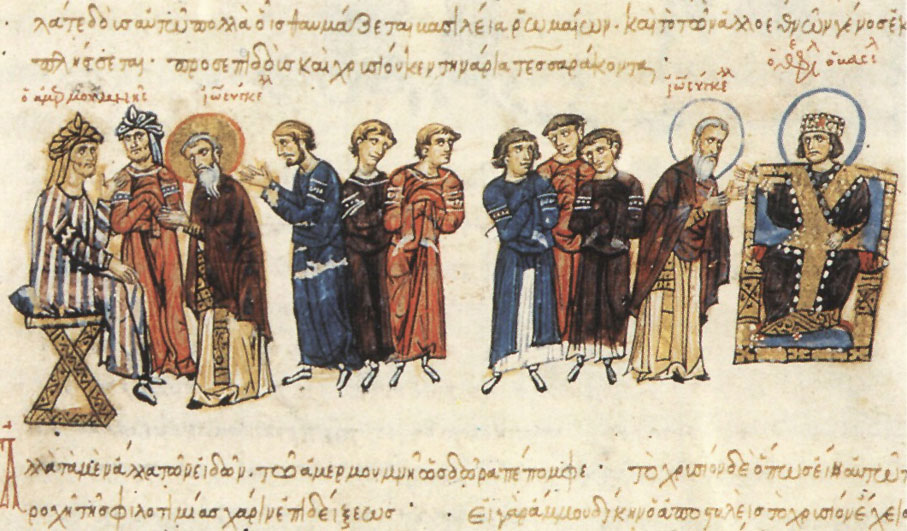
El califa Al-Ma'mún, a la izquierda, en un manuscrito medieval.

El reinado de este califa se considera como el más glorioso y grande en la historia del islam, y se menciona siempre como inicio del esplendor científico árabe. Se puede decir que como gobernante, Al-Ma'mún fomentó entre su pueblo el traslado de todas las reyertas y disputas existentes a las cortes, fundamentando todos los argumentos retóricos y dialécticos en asuntos lógicos, teológicos y legales.
Estableció en la ciudad de Bagdad su Casa de la sabiduría (Bayt al-Hikma), combinando en el mismo espacio una academia con una biblioteca. La biblioteca estaba compuesta de libros que tocaban todas las disciplinas conocidas por entonces, incluyendo la literatura, las ciencias naturales y la lógica. La Casa del Saber era un lugar donde se traducían constantemente al árabe todas las obras científicas y filosóficas importantes del mundo antiguo, especialmente provenientes de la antigua Grecia y de Egipto. Fue en esta época dorada en la que los maestros árabes trajeron el álgebra y sus caracteres especiales (los numerales arábigos) a la Europa Occidental procedentes de la India. Entre sus aportaciones vale la pena mencionar su intento por medir el meridiano terrestre. Sin embargo, debido a que expresó el resultado obtenido en codos (y se ignora exactamente su equivalente en la actualidad), algunos autores desmerecen su trabajo.

## Guerra civil abasí
En 802 Harún al-Rashid, padre de al-Mamún y al-Amín, ordenó que al-Amín le sucediera como califa, y que al-Mamún fungiera como gobernador de Jorasán y como califa tras la muerte de al-Amín. En los últimos días de vida de Harún su salud empeoraba y vio en un sueño a Musa ibn Ya'far sentado en una recámara rezando y llorando, lo que hizo recordar a Harún lo duro que había luchado por establecer su propio califato. Conocía las personalidades de sus dos hijos y decidió que por el bien de la dinastía abasí, al-Mamún debía ser el califa tras su muerte, lo que intimó a un grupo de sus cortesanos. Uno de los cortesanos, Fadl ibn Rabi', no acató los últimos deseos de Harún y convenció a muchos de que los deseos de Harún no habían cambiado. Posteriormente, los otros tres cortesanos de Harún que le habían jurado lealtad apoyando a al-Mamún criticaron los argumentos de Fadl, pero este arguyó que, puesto que Harún no estaba en sus cinco sentidos, no debería obedecerse su decisión. Si bien al-Mamún era el mayor de los hermanos, su madre era persa mientras que la madre de al-Amín era de la familia abasí.
Tras la muerte de Harún en 809, la relación entre los hermanos se deterioró. En respuesta a los movimientos independentistas de al-Mamún, al-Amín declaró a su propio hijo Musa como su sucesor. Esta violación al testamento de al-Rashid llevó a un conflicto por la sucesión. Al-Amín reunió un inmenso ejército en Bagdad con 'Isa ibn Mahan a su cabeza en 811 e invadió Jorasán, pero el general jorasaniano de al-Mamún, Táhir ibn Husáyn, destruyó al ejército e invadió Irak, poniendo un sitio a Bagdad en 812. En 813 Bagdad cayó, al-Amín fue decapitado por órdenes del general Táhir, y al-Mamún se convirtió en el califa indiscutible.
Al-Mamún permaneció en la ciudad de Merv en Jorasán durante varios años más después de la guerra civil, antes de regresar a la capital, Bagdad, en el año 818. La guerra civil fue un episodio de mayores proporciones. El largo sitio a Bagdad y la agitación que siguió a su caída ante las tropas de al-Mamún habían dejado grandes partes de la ciudad en ruinas, y el asesinato de Al-Amín, la primera vez en la historia abasí que un califa había sido asesinado, arrojaron una larga sombra sobre las proclamaciones de legitimidad del victorioso al-Amún.

## Conflicto interno
Ocurrieron disturbios en Irak durante los primeros años de reinado de al-Mamún, mientras el califa seguía viviendo en la ciudad de Merv. Al-Mamún había dejado el resto del califato bajo el control de varios de sus tenientes, incluyendo a Hasan ibn Sahl, el hermano de su gran visir Fazl ibn Sahl. Tras la guerra civil había una pérdida de respeto hacia las autoridades y aparecieron tendencias separatistas en forma de revueltas en Siria, Egipto y las provincias caspias, así como oposición en Bagdad por parte de la antigua aristocracia de los Abná, quienes fueron los simpatizantes originales de la revolución abasí, así como por parte de los partidarios de los alides (los descendientes de Alí).
El 13 de noviembre de 815, Muhammad ibn Ya'far al-Sadiq (apodado Al-Dibaj, hijo de Ya'far as-Sadiq) se autoproclamó califa en La Meca. Fue derrotado y abdicó rápidamente afirmando que sólo se había hecho califa pues le había llegado noticia de la muerte de al-Mamún. Entretanto, la criminalidad en Bagdad llevó a la formación de guardias en los vecindarios.
En 817, intentando aplacar las revueltas chiíes que se sucedían por todo su reino, al-Ma'mun empezó a tomar una serie de importantes medidas, en particular la implementación de políticas pro-alides. Los alides, esto es, los descendientes de Ali ibn Abi Tálib, el primo y yerno de Mahoma, se consideraban a sí mismos como los sucesores por derecho al califato, y veían no sólo a los Omeyas sino también a los Abasíes como usurpadores, afirmaciones que califas de las dos casas veían de manera desfavorable. Al-Mamún era consciente, como lo habían sido los Omeyas, de que los chiíes que consituían una gran parte de la población de Irán, consideraban a los imanes alides (Ahlul Bayt) como sus líderes, a los cuales debían obedecer en todos los aspectos de la vida, espiritual y terrena, en tanto los consideraban los reales califas de Mahoma. Aún en Jorasán, al-Mamún tomó una decisión sin precedentes que alarmó y consternó a muchos en su clan abasí, al nominar en 817 al alid Ali ibn Musa al-Rida (conocido también como el Imán Reza) como su sucesor. Al-Mamún justificó esta decisión afirmando que al-Rida —“el aceptable,” a quien los chiíes duodecimanos consideran su octavo Imán— era la persona más calificada para el liderazgo político de la comunidad. Al-Mamún también adoptó el color verde de los alides en reemplazo del color negro de los abasíes como el color oficial, y más adelante en su carrera hizo que se declarara públicamente a Ali como la "mejor" persona después del Profeta Mahoma, negando así la superioridad de los dos primeros sucesores de Mahoma, Abu Bakr y Úmar, un punto que para entonces se estaba convirtiendo en un asunto de dogma entre los primeros suníes. Así pues, el nombramiento de al-Rida como su sucesor, la actitud pro-chií en general del califa, y el hecho de que al-Mamún seguía viviendo Merv, una prominente ciudad poblada por persas, y no en el centro árabe del califato en Irak, generó gran descontento entre su clan abasí, quienes empezaron a llamar "persófilos" al califa y a sus consejeros y a criticarlos como "antiárabes." En particular, atribuían esta actitud del califa a la "maléfica" influencia de su gran visir Fal ibn Sahl, quien era pro-persa.
Las intenciones pro-alides de al-Mamún, desde luego, no eran puramente altruistas sino cálculos políticos propios con los que esperaba que los chiíes no se alzaran contra su propio imán. De acuerdo con algunas tradiciones, al-Mamún le ofreció al Imán Reza el califato, lo que este rechazó varias veces. Finalmente, le ofreció ser su sucesor, y ante la nueva negativa del Imán, le amenazó de muerte si no aceptaba. El Imán Reza, octavo descendiente de Mahoma, aceptó a regañadientes y con la condición de no tomar parte alguna en los asuntos del gobierno ni mandar o emitir leyes. Al ser pues nombrado su heredero, el imán se vio obligado a trasladarse de Medina a Merv. El plan de al-Mamún era mantener así vigilado al Imán Reza, a la vez que reducir el descontento entre los chiíes con la promesa de sucesión. Sus planes no tuvieron éxito, sin embargo, pues el chiismo se hizo aún más popular con la creciente popularidad del Imán en Merv. Gentes de todas las regiones del mundo musulmán viajaban a ver al nieto del profeta y a escuchar sus enseñanzas y guía. Al-Mamún trató que los eruditos más grandes de diferentes religiones de su Casa de la Sabiduría humillaran al Imán, y organizó varios debates con este propósito entre ellos y el Imán. El Imán Reza, sin embargo, salió victorioso.
Entretanto, los árabes de su clan abasí en Bagdad estaban furiosos por sus decisiones, y temerosos de que se les arrebatara el imperio empezaron a juntarse para derrocar a al-Mamún, jurando su lealtad a Ibrahim ibn al-Mahdi, el tío de al-Mamún. De acuerdo con la tradición chií el Imán Reza le informó a al-Mamún que su gran visir, Fazl ibn Sahl, no le había estado informando de todo. Sea como fuere, al-Mamún se enteró de los planes árabes, y el imán le aconsejó que resolviera el problema quitándole el título de sucesor, pero al-Mamún se habría negado. Al-Mamún decidió entonces, en 818, regresar a Bagdad.
Poco antes de su regreso, el 13 de febrero de 818, su visir Fadl fue encontrado misteriosamente sin vida en un baño en la ciudad de Sarakhs, en el norte de Jorasán. Al-Mamún partió a Bagdad el 12 de abril 818 junto con el Imán Reza. Alrededor del 6 de junio de 818, mientras se dirigían a Bagdad, el Imán Reza murió también misteriosamente en la ciudad de Tus. Si bien al-Mamún ordenó que se le sepultara junto a su padre Harún al-Rashid y mostró extremo pesar durante el rito funerario y se quedó en el sitio tres días, la sospecha generalizada era que al-Mamún le había asesinado envenenándole. De acuerdo con Wilferd Madelung, la presencia del visir y del imán habrían hecho virtualmente imposible cualquier intento de reconciliación con los poderosos opositores abasíes en Bagdad, y el consenso es que con el propósito de ganarse el apoyo de los abasíes y establecer una nueva base para su gobierno en Bagdad, Al-Mamún habría decidido deshacerse del Imán Reza por envenenamiento y ordenar la muerte de Fazl ibn Sahl. Tras la muerte del imán, tuvo lugar una gran revuelta en Jorasán. Al-Mamún intentó infructuosamente de absolverse de la responsabilidad del crimen.
Sea cual fuere el caso, tras la muerte del Imán Reza, al-Mamún regresó al uso del color negro abasí para usos ceremoniales, y finalmente hizo una entrada triunfal a Bagdad en agosto de 819, tras diez años de ausencia y ya como el gobernante de un califato unido. El año 819 marca pues el comienzo de la segunda parte del califato de Ma'mún, en la cual asumió un papel más personal y seguro.